# إنريكي فيغيروا
إنريكي فيغيروا (بالإنجليزية: Enrique Figueroa) هو ربان ‏ أمريكي، ولد في 25 فبراير 1964 في سان خوان في الولايات المتحدة.

## وصلات خارجية
- إنريكي فيغيروا على موقع الاتحاد الدولي للملاحة الشراعية (موقع جديد) (الإنجليزية)
- إنريكي فيغيروا على موقع اللجنة الأولمبية الدولية (الإنجليزية)
- إنريكي فيغيروا على موقع أوليمبيديا (الإنجليزية)